# Trolejbusová doprava v Klagenfurtu am Wörthersee
Také v rakouském Klagenfurtu am Wörthersee byla v provozu trolejbusová doprava. Jednalo se o malou síť (dvě tratě), která byla v provozu mezi lety 1944 a 1963.
O výstavbě trolejbusové trati Železniční nádraží – St. Ruprecht Straße – Heiligengeistplatz bylo rozhodnuto v roce 1943, práce začaly ještě téhož roku. Do budoucna dopravní podnik předpokládal kompletní nahrazení tramvajové dopravy trolejbusy. Tentýž rok začala též stavba trolejbusových tratí do Kreuzberglu (ta měla nahradit právě jednu z tramvajových linek) a do čtvrti St. Peter (včetně trolejbusové vozovny v St. Peteru).
V roce 1944 došlo při náletech k takovému poškození úseku Železniční nádraží – Heiligengeistplatz, že práce na její stavbě byly zrušeny. Tehdy také byla spojena stavba dvou tratí v jednu v trase Kreuzbergl – Heiligengeistplatz – St. Peter o délce 3,7 km. Ta byla zprovozněna 6. srpna 1944 a linka, která na ní jezdila, byla označena písmenem P. Další změny v trolejbusové síti se Klagenfurt dočkal v roce 1949, kdy byla otevřena 1,2 km dlouhá linka K v trase Jezero (přestup na tramvaj) – Krumpendorf – Leinsdorf. Původně byla tato trať plánována jako okružní kolem jezera Wörthersee, realizace se ale dočkal pouze tento úsek. Ten navíc nebyl trolejově napojen na linku P, takže trolejbusy musely být ráno a večer do vozovny přetahovány nákladními automobily. Poslední novou trolejbusovou tratí se v roce 1951 stala manipulační trať bez osobní přepravy k nové vozovně u železničního nádraží.
Počátek konce trolejbusové dopravy v Klagenfurtu nastal v roce 1956, kdy byla linka K zrušena a nahrazena autobusy. Ve městě tak zůstala jediná trolejbusová trať a od roku 1961 také jediná tramvajová trať. Obě elektrické trakce skončily svůj provoz ve stejný den, 16. dubna 1963, od té doby zajišťují provoz místní MHD pouze autobusy.